# Desporto na Suécia

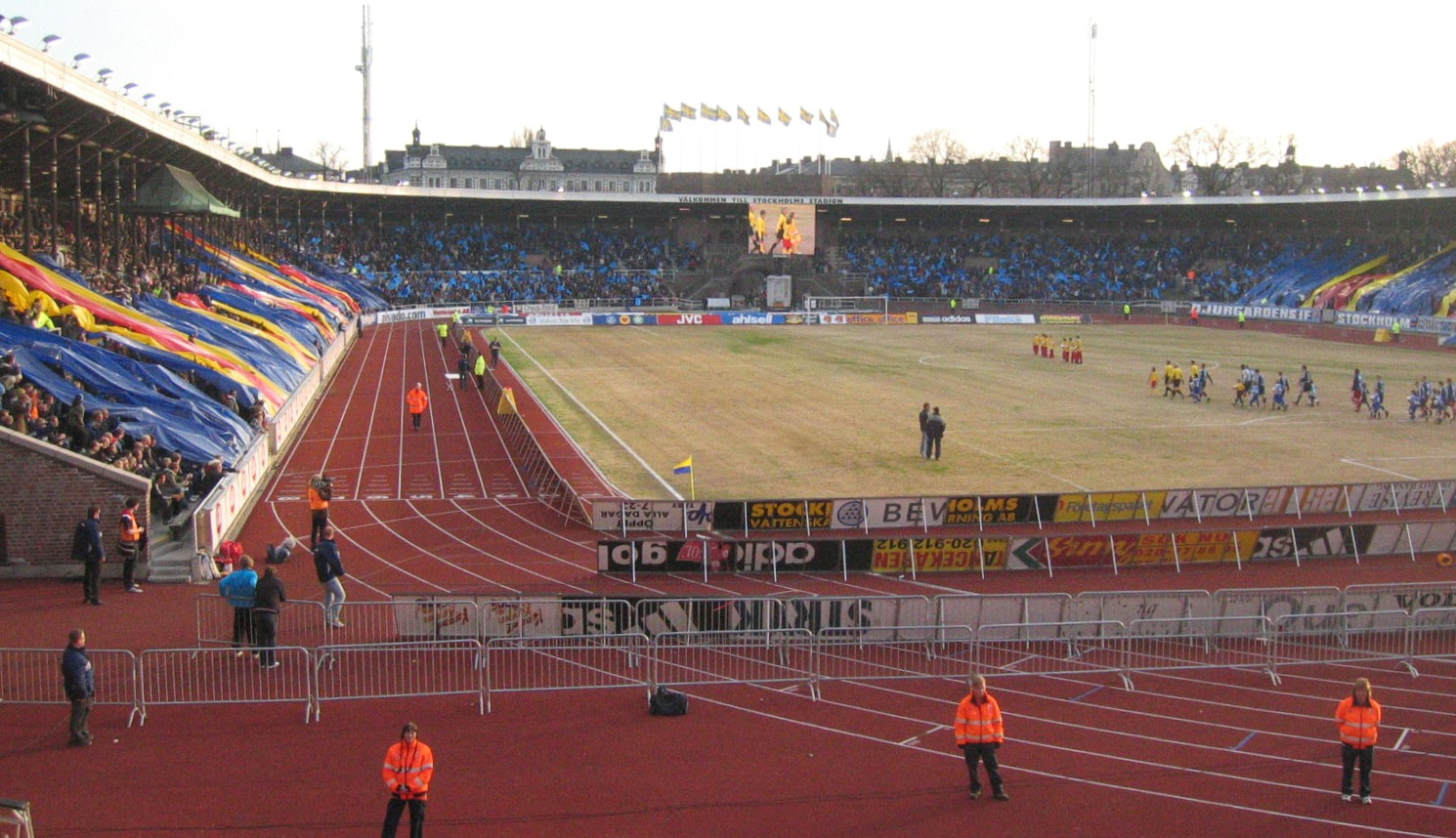
O Estádio Olímpico em Estocolmo

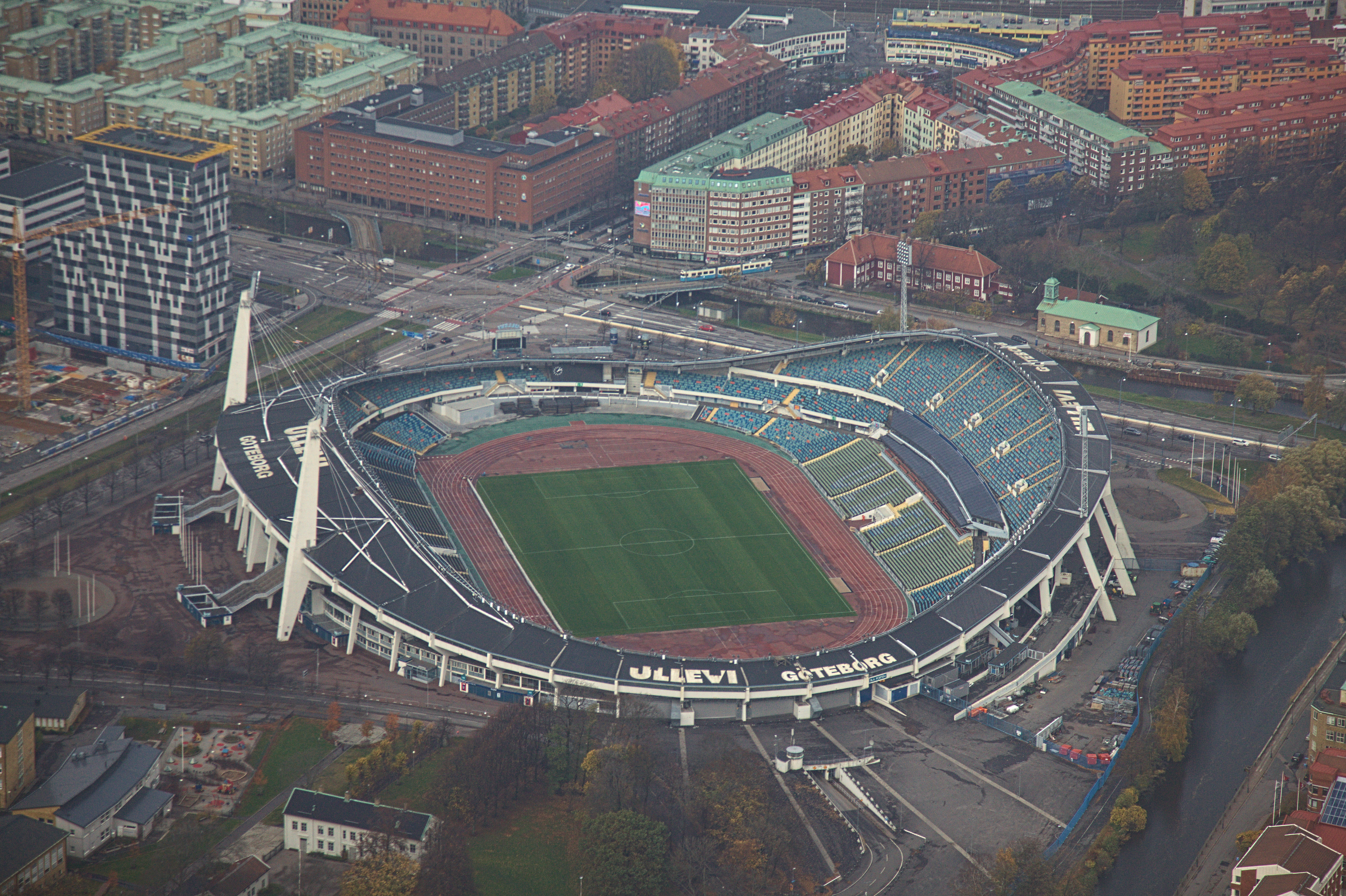
O Estádio Ullevi em Gotemburgo

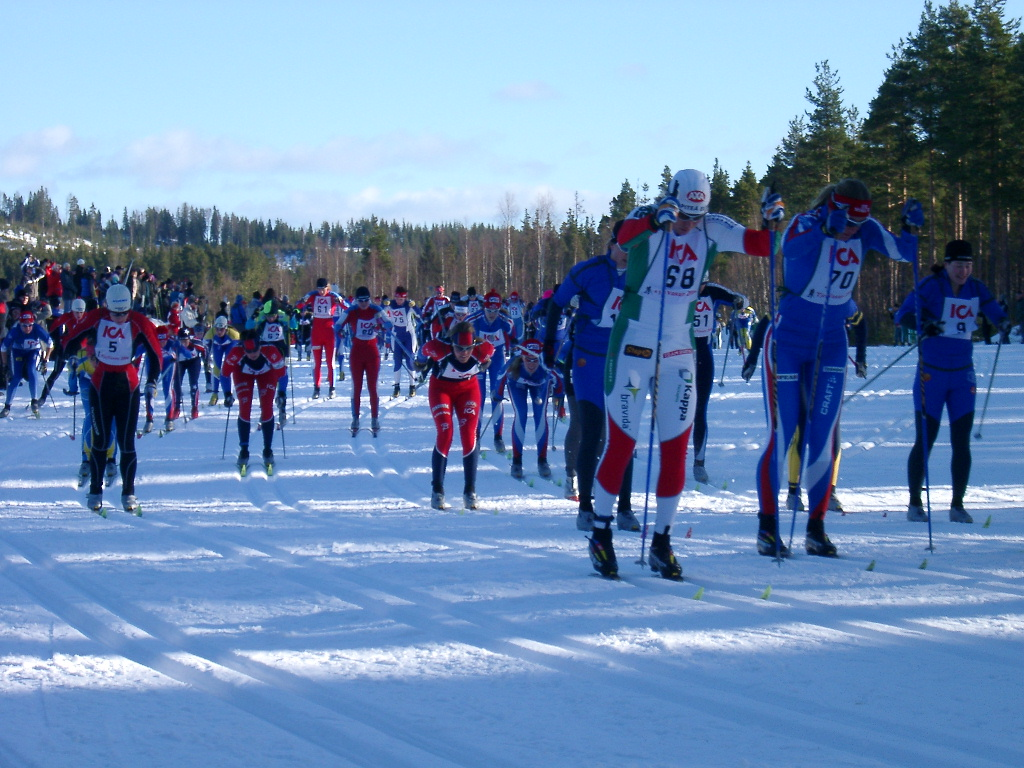
A Corrida de Vasa entre Sälen e Mora, na província histórica sueca da Dalecárlia.

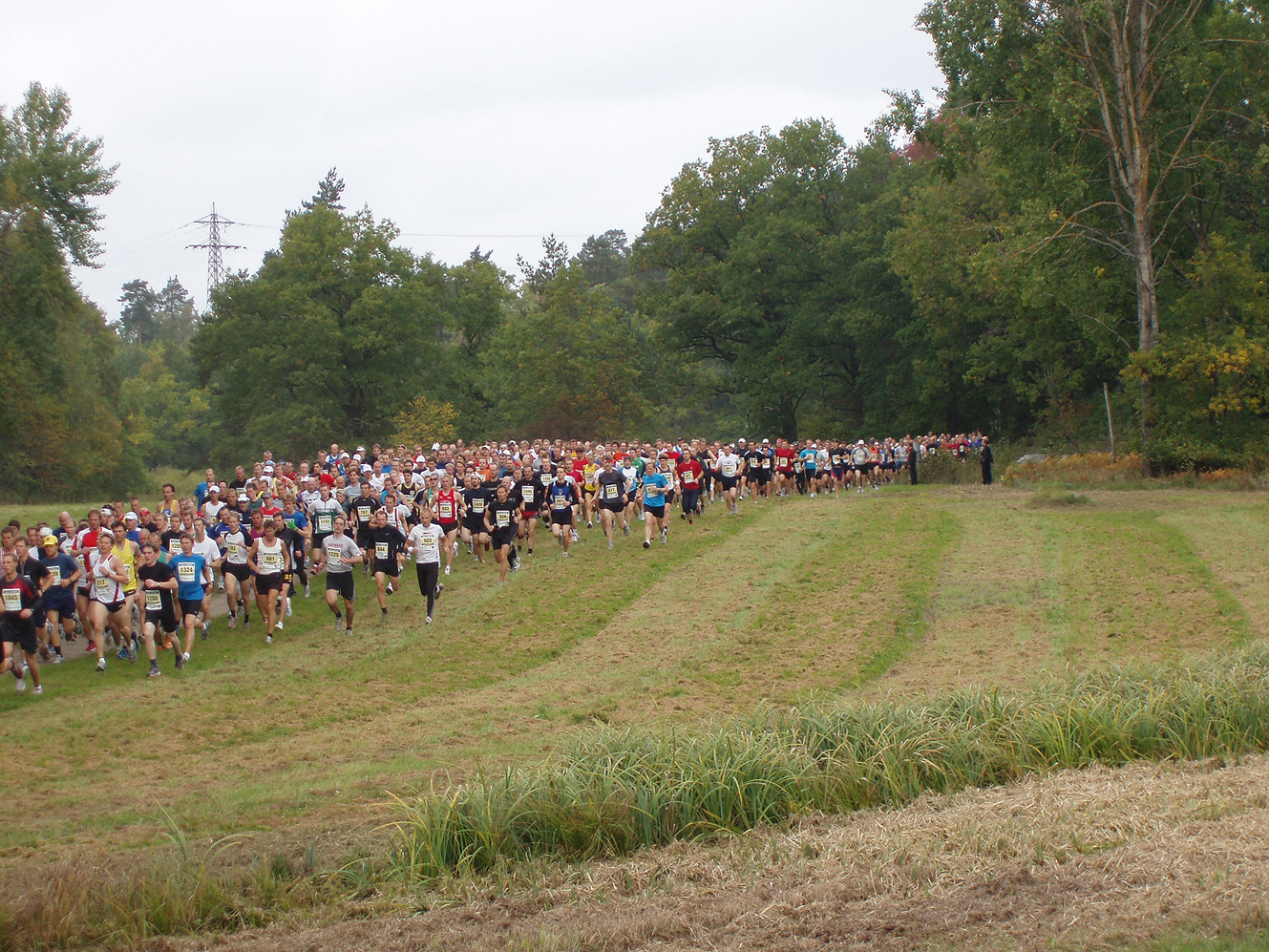
A Corrida de Lidingö em Lidingö, no Arquipélago de Estocolmo.

O desporto na Suécia conta com uns 3 milhões de associados, filiados em 20 000 clubes, onde são praticadas cerca de 70 modalidades desportivas.

40% dos suecos fazem exercício físico pelo menos 2 vezes por semana.

Os desportos com maior número de praticantes na Suécia são o futebol, a ginástica e o floorball. Entre os homens, a preferência vai para o futebol, o floorball, o golfe e o hóquei no gelo. Entre as mulheres, a predileção vai para a ginástica, o futebol, o hipismo e o atletismo. As crianças e jovens escolhem sobretudo o futebol, o hipismo e o floorball.

Os desportos que atraem o maior número de espectadores são o futebol, o hóquei no gelo, o motociclismo, o atletismo e os esquis.

As principais organizações que enquadram o desporto no país são a Confederação Sueca dos Desportos (Riksidrottsförbundet) e o Comité Olímpico Sueco (Sveriges Olympiska Kommitté).

## Eventos desportivos
- Meia Maratona de Gotemburgo
- Maratona de Estocolmo
- Corrida de Lidingö
- O-Ringen
- Corrida de Vasa
- Vätternrundan
- DN Galan
- ATP de Estocolmo
- Campeonato Sueco de Futebol
- Campeonato Sueco de Futebol Feminino
- Campeonato Sueco de Hóquei no Gelo
- Superliga sueca (torneio anual de floorball)
- Gotland Grand National (competição anual de motociclismo enduro)

## Alguns desportistas suecos proeminentes
- Esqui alpino: Anja Pärson, Ingemar Stenmark, Pernilla Wiberg
- Futebol: Kennet Andersson, Patrik Andersson, Jesper Blomqvist, Tomas Brolin, Martin Dahlin, Ralf Edström, Lotta Schelin, Pia Sundhage, Hanna Ljungberg, Sven-Göran Eriksson, Gunnar Gren, Kurt Hamrin, Magnus Hedman, Glenn Hysén, Zlatan Ibrahimović, Andreas Isaksson, Ove Kindvall, Kim Källström, Lars Lagerbäck, Henrik Larsson, Nils Liedholm, Anders Limpar, Fredrik Ljungberg, Olof Mellberg, Torbjörn Nilsson, Gunnar Nordahl, Tomas Ravelli, Sven Rydell, Stefan Schwarz, Lennart "Nacka" Skoglund, Glenn Strömberg, Tommy Svensson, Jonas Thern, Johan Elmander
- Hóquei no gelo: Daniel Alfredsson, Jonas Bergqvist, Lasse Björn, Nicklas Bäckström, Anders Eldebrink, Jonas Enroth, Peter Forsberg, Bengt-Åke Gustavsson, Leif "Honken" Holmqvist, Thomas Holmström, Sven "Tumba" Johansson, Jörgen Jönsson, Kenny Jönsson, Anders Kallur, Erik Karlsson, Gabriel Landeskog, Nicklas Lidström, Pelle Lindbergh, Håkan Loob, Henrik Lundqvist, Kent Nilsson, Börje Salming, Tommy Salo, Daniel Sedin, Henrik Sedin, Ulf Sterner, Roland Stoltz, Mats Sundin, Henrik Zetterberg
- Automobilismo: Stig Blomqvist, Kenny Bräck, Ulf Granberg, Kenneth Hansen, Ronnie Peterson, Björn Waldegård
- Ténis: Björn Borg, Stefan Edberg, Mats Wilander; Magnus Gustafsson, Lennart Bergelin,  Anders Järryd, Robin Söderling,  Jonas Björkman, Thomas Johansson
- Atletismo:  Arne Andersson,  Harald Andersson, Kajsa Bergqvist, Patrik Bodén, Ludmila Engqvist, Anders Gärderud, Stefan Holm, Gunder Hägg, Susanna Kallur, Carolina Klüft, Henry Kälarne, Eric Lemming, Mustafa Mohammed, Christian Olsson, Sten Pettersson, Patrik Sjöberg, Johan Wissman
- Golfe: Robert Karlsson, Liselotte Neumann, Jesper Parnevik, Annika Sörenstam, Henrik Stenson

## Seleções nacionais suecas
- Seleção Sueca de Basquetebol
- Seleção Sueca de Futebol Feminino
- Seleção Sueca de Futebol
- Seleção Sueca de Handebol Masculino
- Seleção da Suécia de Hóquei no Gelo Feminino
- Seleção da Suécia de Hóquei no Gelo
- Seleção Sueca de Rugby Union
- Seleção Sueca de Voleibol Feminino
- Seleção Sueca de Voleibol Masculino